# پارالل ناهم‌سطح

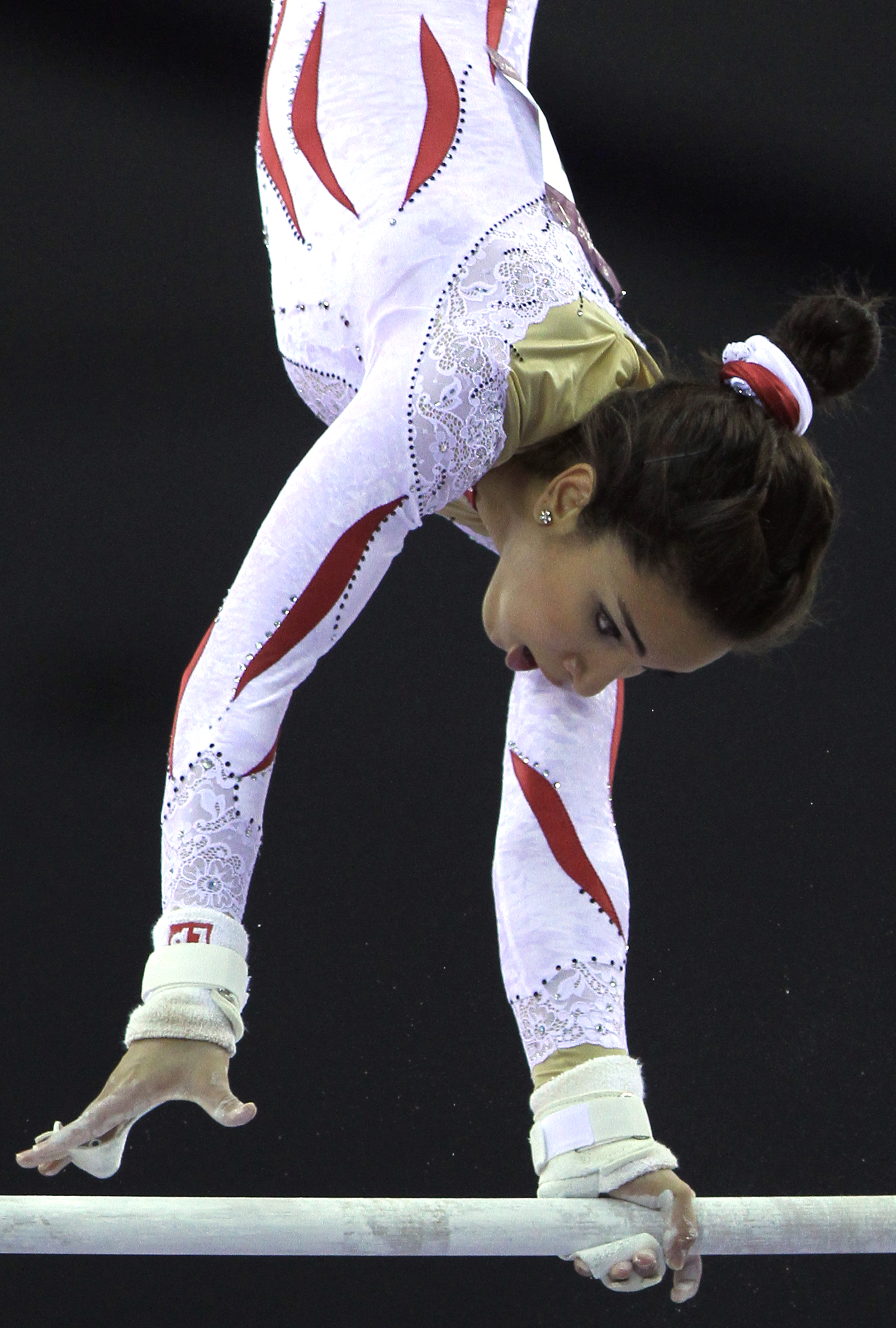
پارالل ناهم‌سطح

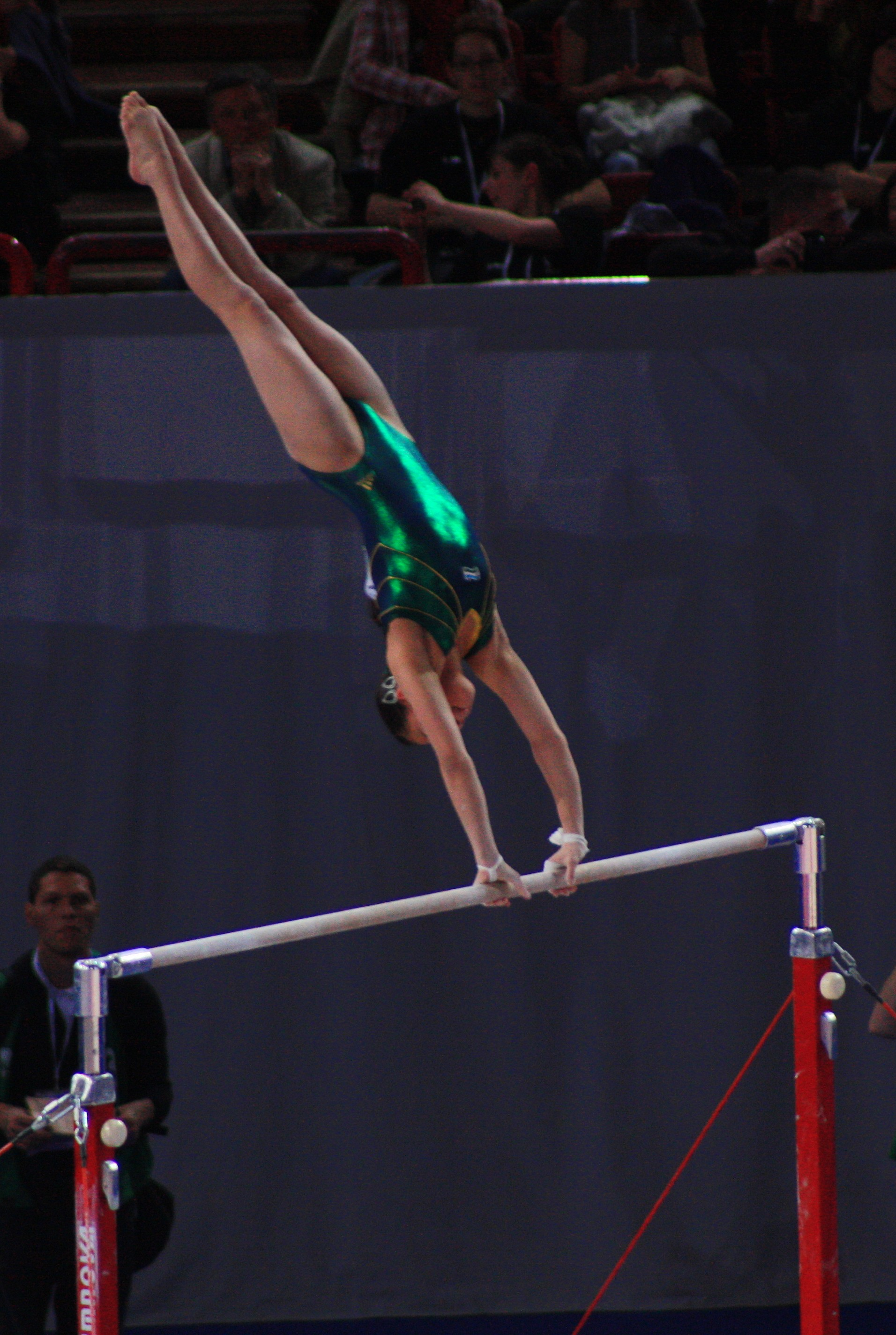
عسل ساپاربائوا، ازبکستان

پارالِلِ ناهَم‌سَطح یکی از ابزارهای ورزش ژیمناستیک هنری است. این وسیله از میله‌هایی نامتقارن درست شده‌است. پارالل ناهم‌سطح تنها توسط بانوان ژیمناستیک‌کار استفاده می‌شود. میله‌های آن از چوب، پلاستیک یا مواد مرکب درست می‌شوند.

## منبع
Wikipedia contributors, "Uneven bars (gymnastics)," Wikipedia, The Free Encyclopedia, http://en.wikipedia.org/w/index.php?title=Uneven_bars_%28gymnastics%29&oldid=205721613